# Rhamphinion
Rhamphinion is een geslacht van uitgestorven basale pterosauriërs dat leefde tijdens het Vroeg-Jura in het gebied van het huidige Arizona.
De soort Rhamphinion jenkinsi is in 1984 benoemd en beschreven door Kevin Padian. De geslachtsnaam is afgeleid van het Klassiek Griekse rhamphos, 'bek', een verwijzing naar de Rhamphorhynchoidea en inion, 'nek', een verwijzing naar het belangrijkste overgebleven deel van het fossiel. De soortaanduiding eert dr. Farish Alston Jenkins junior (tegenwoordig professor in Harvard) die het fossiel vond tijdens veldwerk, gefinancierd door de National Geographic Society, maar de beschrijving ervan overliet aan de pterosauriërexpert Padian.
Het holotype MNA V 4500 bestaat uit het achterhoofd, een 40 millimeter lang stuk linker jukbeen, een stuk (vermoedelijk onder-)kaak met twee tanden en een afdruk van een derde en een niet-identificeerbaar botfragment. Ze zijn in noordoost-Arizona aangetroffen in de Middle Kayenta Formation, een laag waarvan toen gedacht werd dat die de grens tussen Trias en de Jura overlapt. Rhamphinion was daarmee indertijd de oudste pterosauriër die uit het Westelijk Halfrond werd beschreven. Tegenwoordig wordt de datering gegeven als het Sinemurien, 190 miljoen jaar oud. De tanden zijn spits, kegelvormig, gebogen en vrij forsgebouwd en de grootste is zes millimeter lang. Verder valt er weinig over Ramphinion te zeggen. Padian vermoedde wegens de ouderdom dat het een basale pterosauriër betreft of, zoals dat in 1984 nog gebruikelijk was om het zo aan te duiden, een lid van de Rhamphorhynchoidea, wat geen echte groep is maar een verzamelnaam voor 'basale pterosauriërs'.
In 1981 vond student James M. Clark in Arizona een 42 millimeter lang robuust vierde middenhandsbeen van een basale pterosauriër, UCMP 18227, in een laag uit dezelfde tijd. Padian legde voorlopig een verband en schatte de vleugelspanwijdte op anderhalve meter, vrij groot voor een vroege pterosauriër.

## Ontdekking en naamgeving
Fossielen van Rhamphinion werden voor het eerst ontdekt in 1978 toen een door het Museum of Comparative Zoology van Harvard University en het Museum of Northern Arizona geleide expeditie onder leiding van Farish A. Jenkins jr. verschillende kleine pterosauriërfossielen verzamelde uit de zandsteenafzettingen van de Kayentaformatie, daterend uit het Vroeg-Jura (188 tot 185 miljoen jaar geleden) in Coconino County, Noord-Arizona, Verenigde Staten. Destijds was dit het oudst bekende specimen van een pterosauriër uit het westelijk halfrond; het is nu ingehaald door Caelestiventus. De fossielen werden verzameld op het land van de Navajo Nation en worden tentoongesteld in het Museum of Northern Arizona onder catalogusnummer MNA.V.4500. De fossielen waren fragmentarisch en allemaal afkomstig van één individu, bestaande uit twee schedelfragmenten (een achterhoofdsknobbel en een gedeeltelijke kaaksknobbel), een mogelijk onderkaakfragment en een niet-identificeerbare botafdruk. In 1981 verzamelde James M. Clark van de Universiteit van Chicago een bijna compleet vierde middenhandsbeentje van een pterosauriër uit de lagen van de Kayentaformatie op de nabijgelegen vindplaats 'Airhead West'. Dit middenhandsbeentje was het eerste bot van een pterosauriër uit de Kayentaformatie en kan tot Rhamphinion behoren, maar een gebrek aan overlap verhindert een definitieve toewijzing. Enkele fragmentarische fossielen uit Taynton Limestone uit het Midden-Jura van het Verenigd Koninkrijk werden toegewezen aan Rhamphinion, maar zijn in plaats daarvan van een onbepaalde rhamphorynchide.

## Fylogenie
De fylogenetische plaatsing van Rhamphinion is twijfelachtig door continue veranderingen in de fylogenetica van basale pterosauriërs en de fragmentarische aard van de fossielen waarvan hij bekend is, die weinig directe informatie geven over zijn verwantschappen. Kevin Padian wees hem in zijn oorspronkelijke beschrijving niet toe aan een familie of onderorde binnen Pterosauria, maar merkte wel op dat de kaakbeenderen niet leken op die van pterodactyloïden en dus kunnen hebben toebehoord aan een rhamphorhynchoïde, dat wil zeggen een basale pterosauriër. Padian merkte ook de gelijkenis op van de fossielen met Dimorphodon, een geslacht van basale pterosauriërs uit het Vroeg-Jura van Groot-Brittannië. Peter Wellnhofer was het ermee eens dat een rhamphorhynchoïde identiteit zeer waarschijnlijk was, maar David Unwin was terughoudender met het classificeren van de fragmentarische overblijfselen in The Pterosaurs: From Deep Time, en merkte het alleen aan als een mogelijk geldige soort van onzekere verwantschappen.